# Генар, Дениз
Дени́з Лабори́-Гена́р (фр. Denise Laborie-Guénard; 13 января 1934, Сен-Морис-ле-Жирар — 23 мая 2017) — французская легкоатлетка, специалистка по многоборьям. Выступала за сборную Франции по лёгкой атлетике в период 1952—1968 годов, серебряная призёрка чемпионата Европы в Белграде, многократная победительница первенств национального значения, участница трёх летних Олимпийских игр.

## Биография
Дениз Лабори родилась 13 января 1934 года в коммуне Сен-Морис-ле-Жирар департамента Вандея, Франция.
На международном уровне дебютировала в сезоне 1952 года, когда вошла в основной состав французской национальной сборной и благодаря череде удачных выступлений удостоилась права защищать честь страны на летних Олимпийских играх в Хельсинки. Стартовала здесь в беге на 100 метров и в эстафете 4 × 100 метров — в обеих этих дисциплинах квалифицироваться в финал не смогла.
В 1953 году впервые стала чемпионкой Франции по легкоатлетическому пятиборью. Год спустя выступила на чемпионате Европы в Берне, где показала четвёртый результат в беге на 80 метров с барьерами.
Во второй половине 1950-х годов не показывала в спорте сколько-нибудь значимых результатов, но в 1960 году вернулась в элиту французской лёгкой атлетики и отправилась на Олимпийские игры в Риме — состязалась в беге на 80 метров с барьерами, в финал не вышла.
Наибольшего успеха в своей спортивной карьере Генар добилась в сезоне 1962 года, когда побывала на европейском первенстве в Белграде и привезла оттуда награду серебряного достоинства — набрала в пятиборье 4735 очков, уступив лидерство только советской спортсменке Галине Быстровой.
Находясь в числе лидеров легкоатлетической команды Франции, Дениз Генар благополучно прошла отбор на Олимпийские игры 1964 года в Токио — на сей раз выступала в женской эстафете 4 × 100 метров и в пятиборье, заняв в этих дисциплинах восьмое и двенадцатое места соответственно.
В 1966 году на чемпионате Европы в Будапеште стала в зачёте легкоатлетического пятиборья восьмой.
Впоследствии оставалась действующей спортсменкой вплоть до 1968 года, в заключительном сезоне в девятый раз одержала победу на чемпионате Франции в пятиборье (шестой раз подряд). В общей сложности за свою долгую спортивную карьеру 20 раз выигрывала французское национальное первенство в различных легкоатлетических дисциплинах, в том числе первенствовала в прыжках в высоту и длину, метании диска и беге на 80 метров с барьерами. 47 раз представляла сборную страны на соревнованиях международного уровня.
Завершив карьеру спортсменки, с конца 1960-х годов работала преподавателем физической культуры. Занимала должность администратора во Французской международной легкоатлетической группе (GIFA). Была замужем за французским метателем копья Жаком Генаром, их сын Филипп так же занимался лёгкой атлетикой, состоял в юношеской сборной Франции по десятиборью.
Умерла 23 мая 2017 года в возрасте 83 лет.